# 資訊素養
資訊素養（Information Literacy）是一個自21世紀開始興起的新名詞，是一種知識管理的策略。根據美國德薩斯大學圖書館的資訊素養導修網頁 (英語)指出，資訊素養是一種“使人能夠更有效地選擇、尋找及評估傳統或網上資源的技巧”。
不同人對資訊素養都有不同的理解和定義，但大致上都可分為以下四個主要部分：(溫雯韻；TILT)
1. 確認所需資訊
2. 尋獲資訊
3. 評估資訊
4. 應用資訊

近來也逐漸重視流程中的評估與反思，使過程更加流暢與資料使用正確性提高。
而在日本，他們把資訊素養再細分為專注於從不同媒體搜集情報（資訊）的媒體素養及專注於從電腦處理大量及高速的情報（資訊）的電腦素養。為了應付經濟變革等等的需要，日本的學校教育都非常著重培育資訊素養。
對於近年在香港積極推行的任務為本學習法(Task-based learning)及專題研習學習法，資訊素養技能為學生提供了一個建立知識的框架。而另一方面，在態度方面，香港的課程對資訊範疇的品德教育比較強調。(參看香港小學資訊科技課程)
“資訊素養”這個名詞其實早在1974年已經出現。當時，美國圖書館學會舉辦了「ALA Presidential Committee on Information Literacy」的第一次會議。當時，主席Zurkowski在會議中以提綱形式第一次提出這個名詞。到了21世紀，資訊素養這個名詞在教育界漸漸取代舊有的“資訊能力”(Information Competency)或“資訊技能”(Information Skills)，原因是“資訊素養”講求較高層次方面的知識、技能與態度，而不是單單指能力或認知上的評估。所謂“素養”，源自英語的“Literacy”，即對於文字的讀寫能力。把這個概念對映到資訊科技，就是指學生或職員對資訊的解讀及製作能力。而資訊的樣式又林林總總，包括一切印刷以外的文字及非文字的媒體，例如：視覺媒體、聽覺媒體、電子媒體、流動媒體、網上媒體等。因此，資訊素養可以說是把日常教學上的文學修養推廣至跨媒體的層次上。不過，正正由於互聯網的出現，使出版變得更容易，市民大眾要表達自己的聲音更方便，使我們日常可以接觸得到的資訊突然大幅增長。面對這高速及大量的資訊，我們應該如何處理，亦是學習資訊素養的重點。

## 確認所需資訊
- 理解問題所需要用的資訊，並籌劃如何尋獲。
- 利用六何法、腦力激盪法、腦圖等方式描繪出問題
- 預備問題所需的先備知識

由於知識的來源並非獨一，而格式亦各有不同，諸如：印刷式的書本、報章、雜誌，或非印刷式的電視節目、錄影、資料庫、網站等等。所以，作為一個資訊素養(信息文化)人，需要知道為何、何時及如何使用各種不同的資訊工具，並對所獲取的資訊作出批判性思考。
資訊素養(信息文化)並非一蹴即至的神功，而需要慢慢的培養。就好像說話及寫作技巧一樣，要透過不斷練習，取得經驗以後，就會做得更好。而經驗的累積，正是透過對所研究的題目的資料及見解的搜尋、選取、評估而獲得。

## 尋獲資訊
- 網上：如何利用搜尋器尋找所需知識。
- 圖書館：如何利用圖書館內的分類目錄找到所需要的內容。
- 從人身上取得資訊：如何利用方法(ex.問卷法、訪談法...等等)從人身上取得第一手的資訊。

## 評估資訊
- 辨別資訊的來源及真偽程度
- 是否符合使用需求以解決問題

## 應用資訊
- 對資訊版權的認知及瞭解
- 紀錄、摘要、改寫已取得資訊
- 綜合、創造產生新知識

## 參看
- 資訊教育
- 數碼差距
- 數位素養

### 引用
1. ↑  Association of College & Research Libraries, 2016, p. 8. Framework for Information Literacy, retrieved from http://www.ala.org/acrl/sites/ala.org.acrl/files/content/issues/infolit/framework1.pdf （页面存档备份，存于）
2. ↑  . ABC News. 16 April 2020  [2021-01-04]. （原始内容存档于2020-04-29）.

### 來源
- 溫雯韻：《「資訊素養(信息文化)」（Information Literacy）》，香港教育城─專題研習學科天地。 (MS Word文件)
- TILT, (n.d.), TILT - Texas Information Literacy Tutorial
- 吳紹群，(2003年)，《由推動資訊素養(信息文化)的角度談公共圖書館與學校圖書館之合作關係》
- 張臺隆，(2004年)，《中部地區國民小學校長資訊素養(信息文化)與實施資訊科技融入教學情形之研究》，台中師範學院國民教育研究所，碩士論文。